# Ayuntamiento y Museo municipal de Jérica
El Ayuntamiento y Museo Municipal  de Jérica, en la comarca del Alto Palancia, en la Provincia de Castellón, España, es un edificio declarado Bien de Interés Cultural, con anotación ministerial número: R-I-51-0001345, y fecha de anotación 1 de marzo de 1962, según consta en la Dirección General de Patrimonio Artístico de la Generalidad Valenciana.
Está ubicado en la calle Historiador Vayo, 21, ocupando los bajos del edificio del actual Ayuntamiento.

## Historia
Dado el enorme patrimonio, tanto mueble como inmueble, que posee la localidad de Jérica, pronto surgió el deseo y la necesidad de recopilar, unir, catalogar y exhibir, un conjunto de objetos arqueológicos y etnológicos que se iban encontrando en las intervenciones que en el término municipal se iban realizando. Así, en el año 1946, el doctor en Ciencias Históricas, Salvador Llopis entregó al Ayuntamiento de Jérica la colección de todos los objetos que había ido recogiendo desde después de la guerra del 36 hasta ese momento, para que sirvieran de fondo del Museo Municipal de Jérica, que sería prontamente inaugurado.
Se decidió ubicar esta colección, de gran valor histórico y artístico, en los bajos del edificio del Ayuntamiento de la localidad. Existe documentación de la entrega del legado arqueológico fechada el 26 de septiembre de 1946, con las firmas de los entonces alcalde (Juan Mínguez), concejal (Jesús Cortés) y secretario (y apoderado del Servicio de Defensa del Patrimonio Artístico Nacional, del Ayuntamiento de Jérica); que se conservan en los fondos del museo.

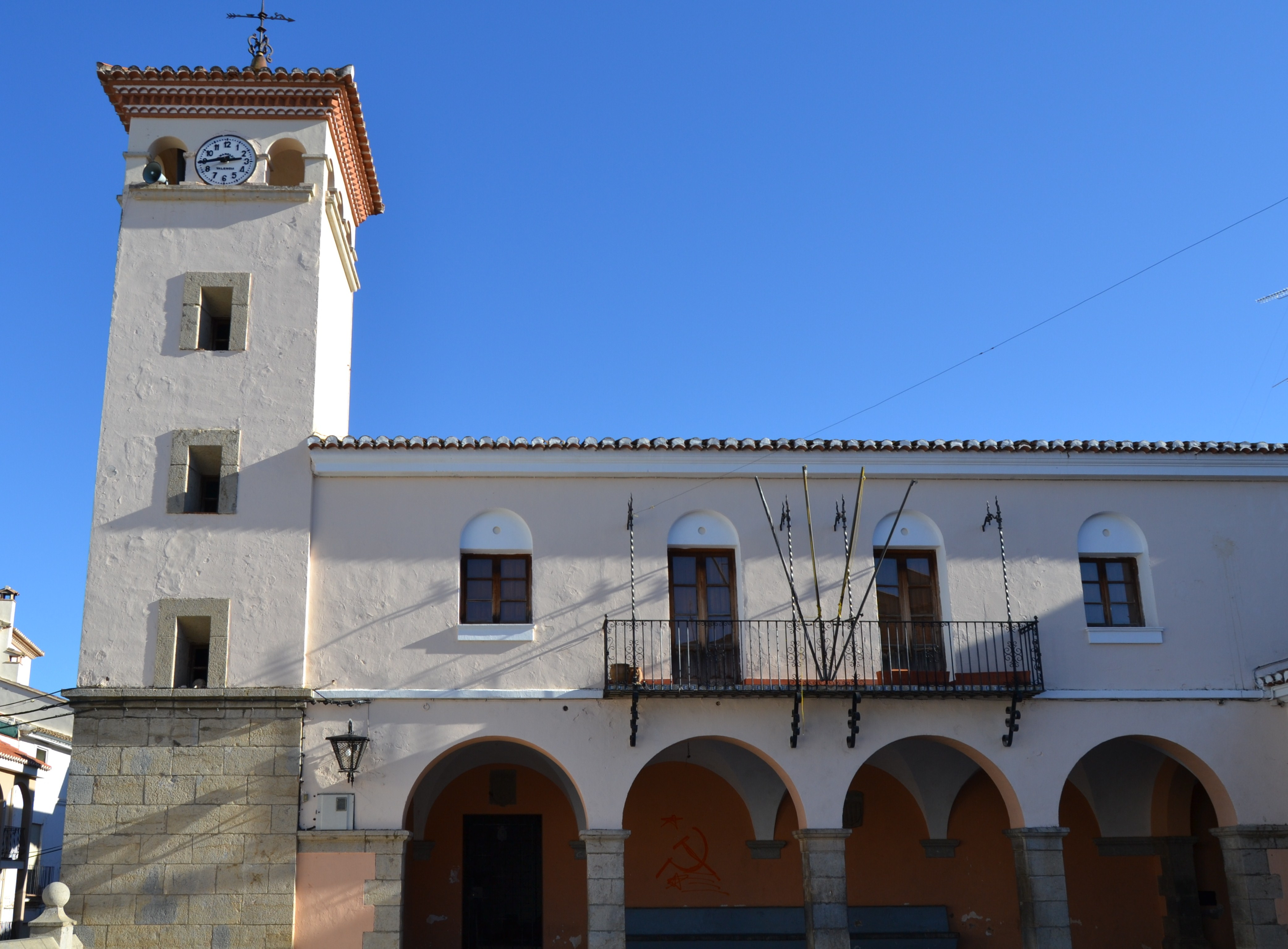
Vista general del Ayuntamiento.
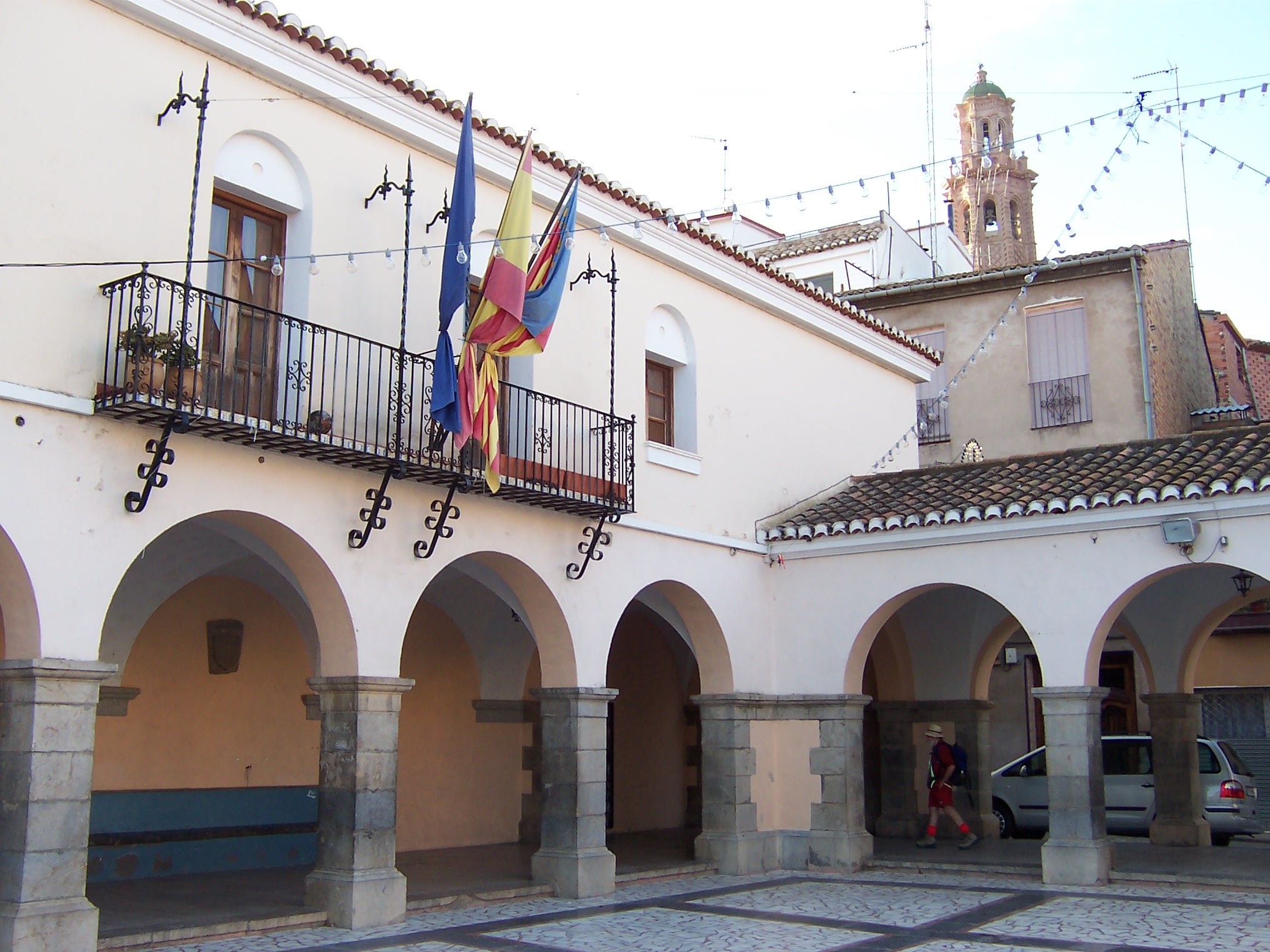
Fachada del Ayuntamiento.
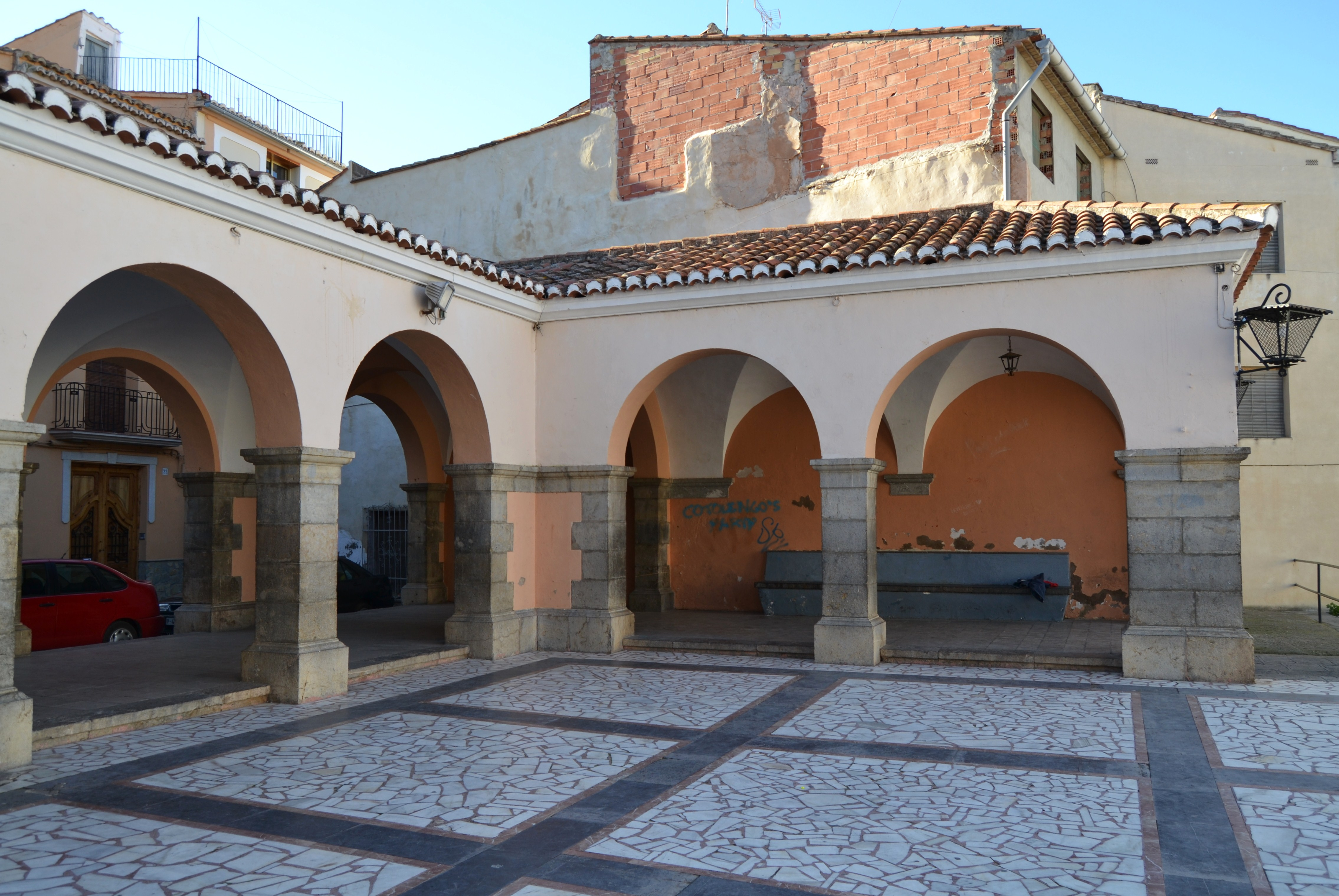
Porche del Ayuntamiento.
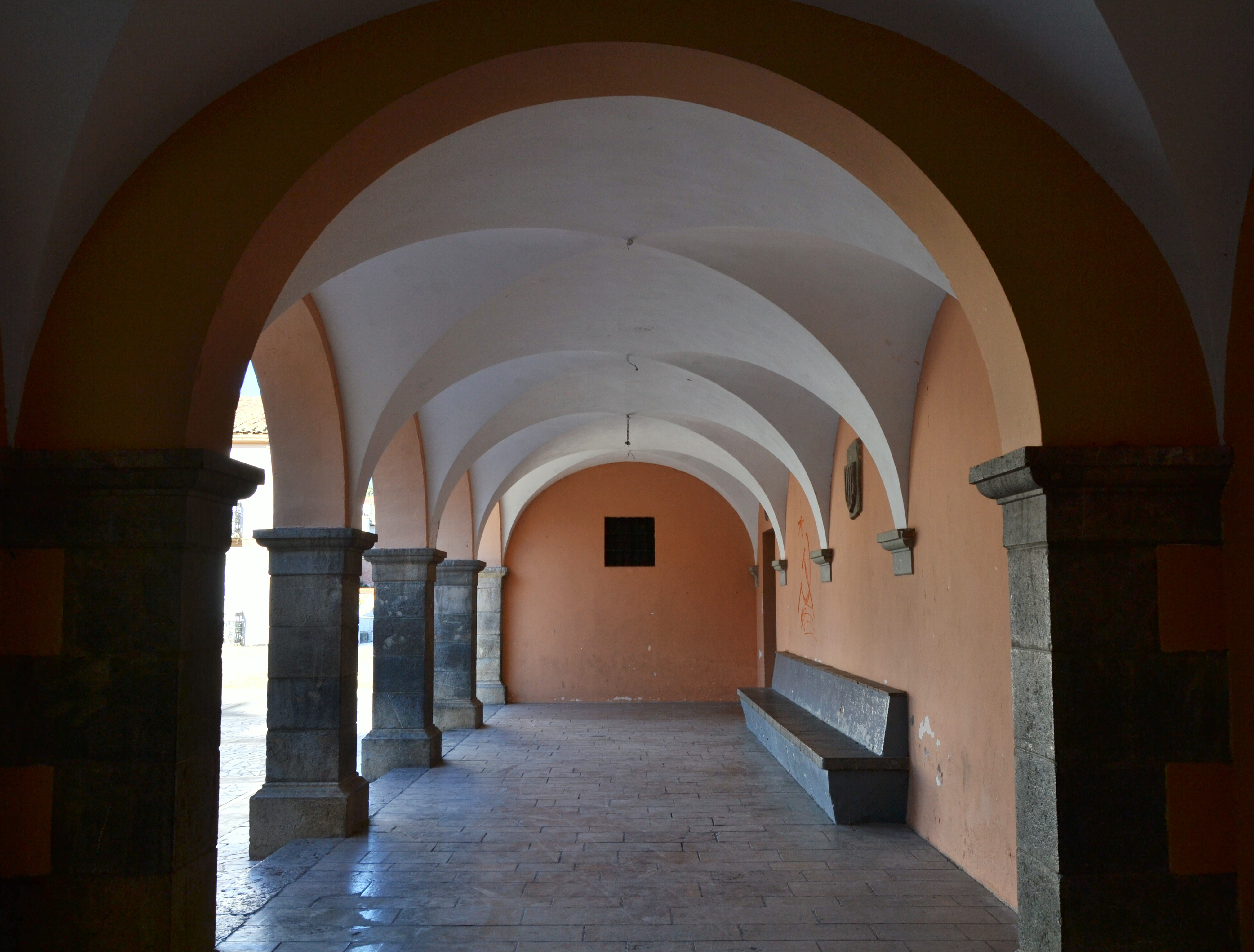
Porche del Ayuntamiento.
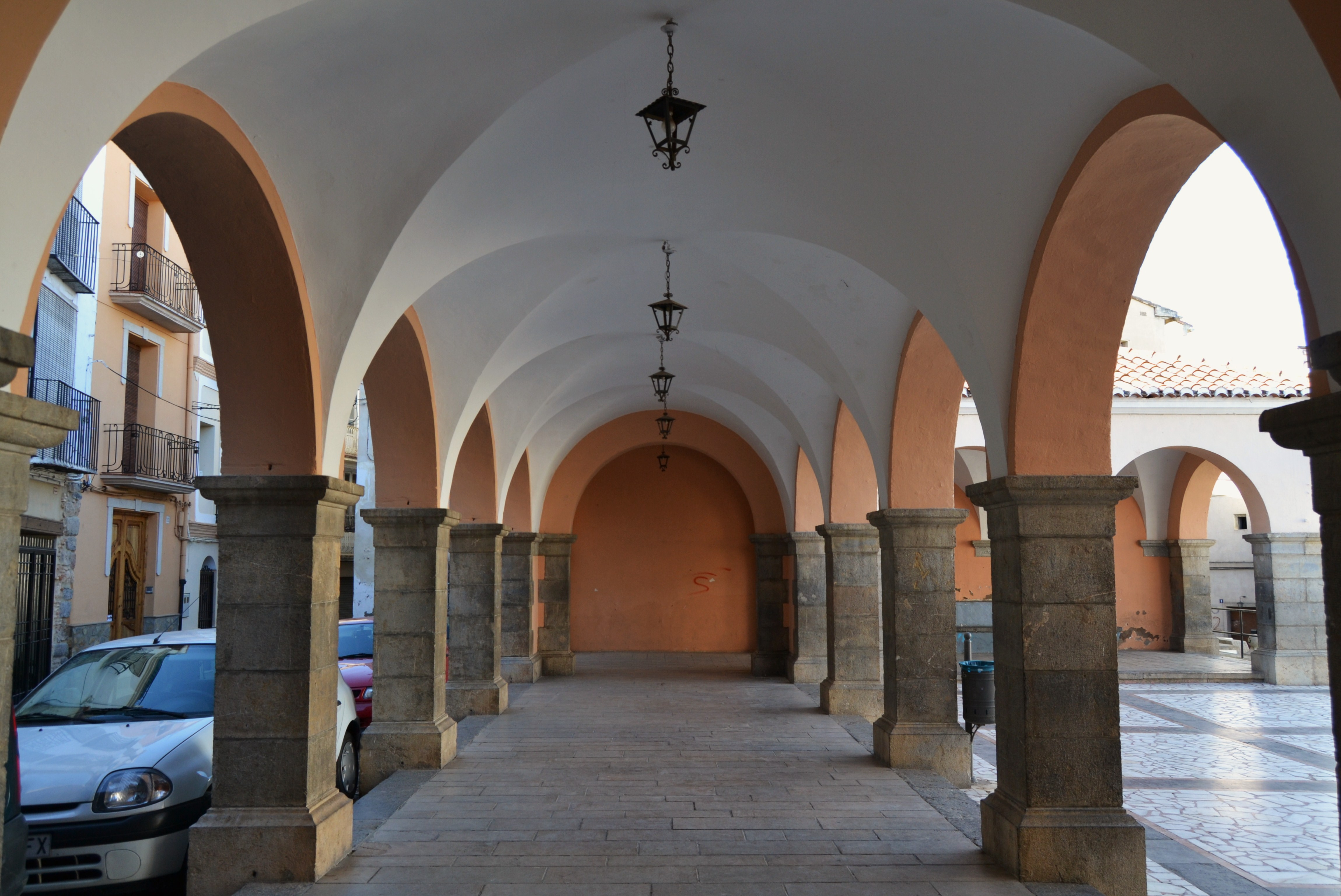
Porche del Ayuntamiento.

El museo fue aumentando sus fondos  (comprando incluso piezas a anticuarios de Valencia)y reorganizando los ya existentes, de la mano de los continuadores de la iniciativa, Vicente Maiques Casañ, que realiza la labor desempeñada anteriormente por Llopis, y del siguiente alcalde de la población, Salvador Mínguez. Antes de realizar el nuevo inventario del museo (que se lleva a cabo en 1966), se consiguió la declaración singular del Museo como Monumentos Histórico-Artístico Nacional, por el decreto 474/1962 del 1 de marzo , que apareció publicado en el BOE del 9 de marzo del mismo año.

## Descripción
El museo cuenta con una gran variedad de objetos, de entre los que puede destacarse:
- La Colección Epigráfica, en la que predominan lápidas funerarias, de gran similitud entre ellas, lo cual hace pensar que pertenecen al mismo taller u oficina lapidaria de carácter local o rural ubicado en los alrededores de la población. En su mayoría están datadas entre los siglos I y II.[2][1]

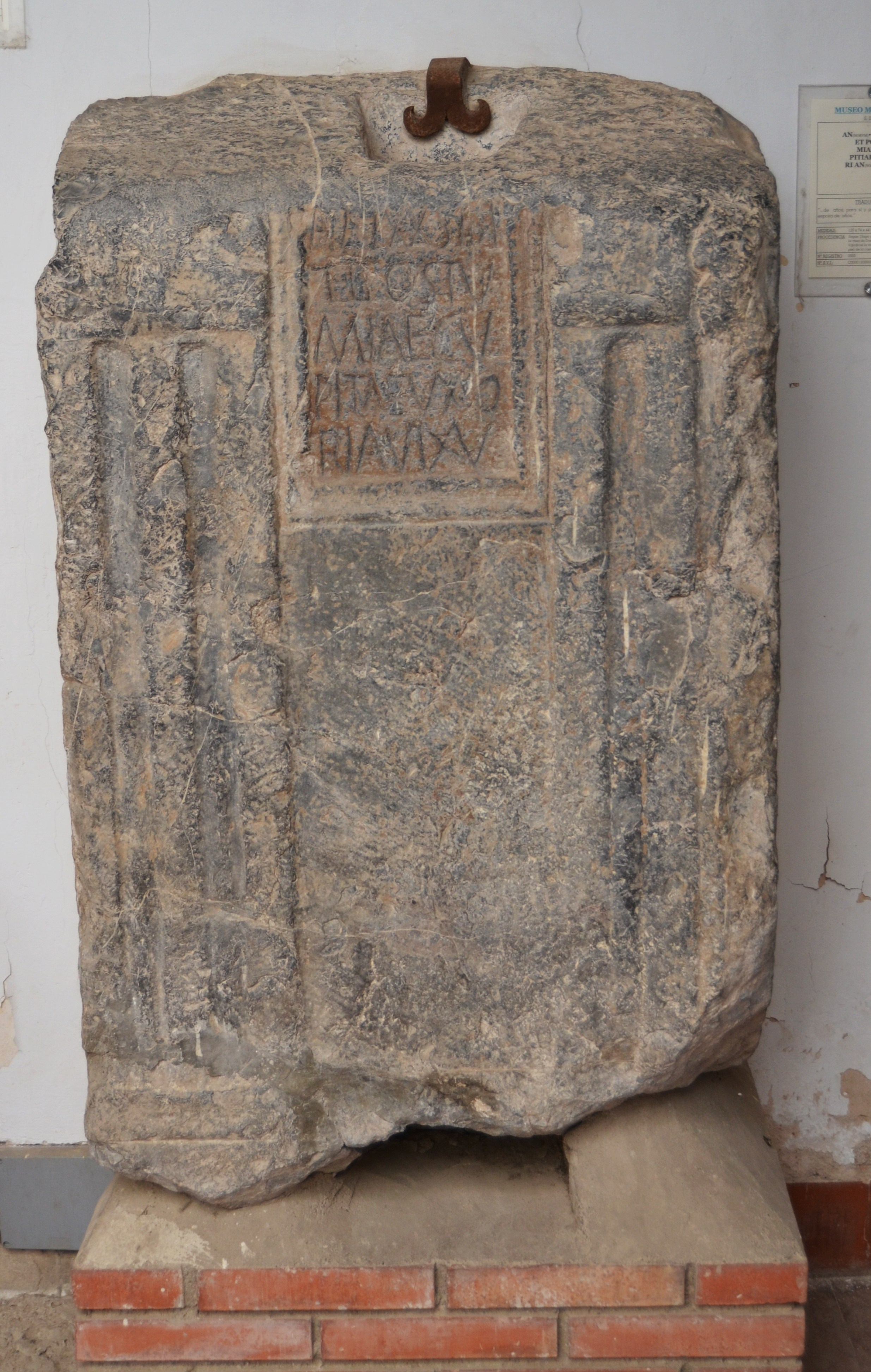
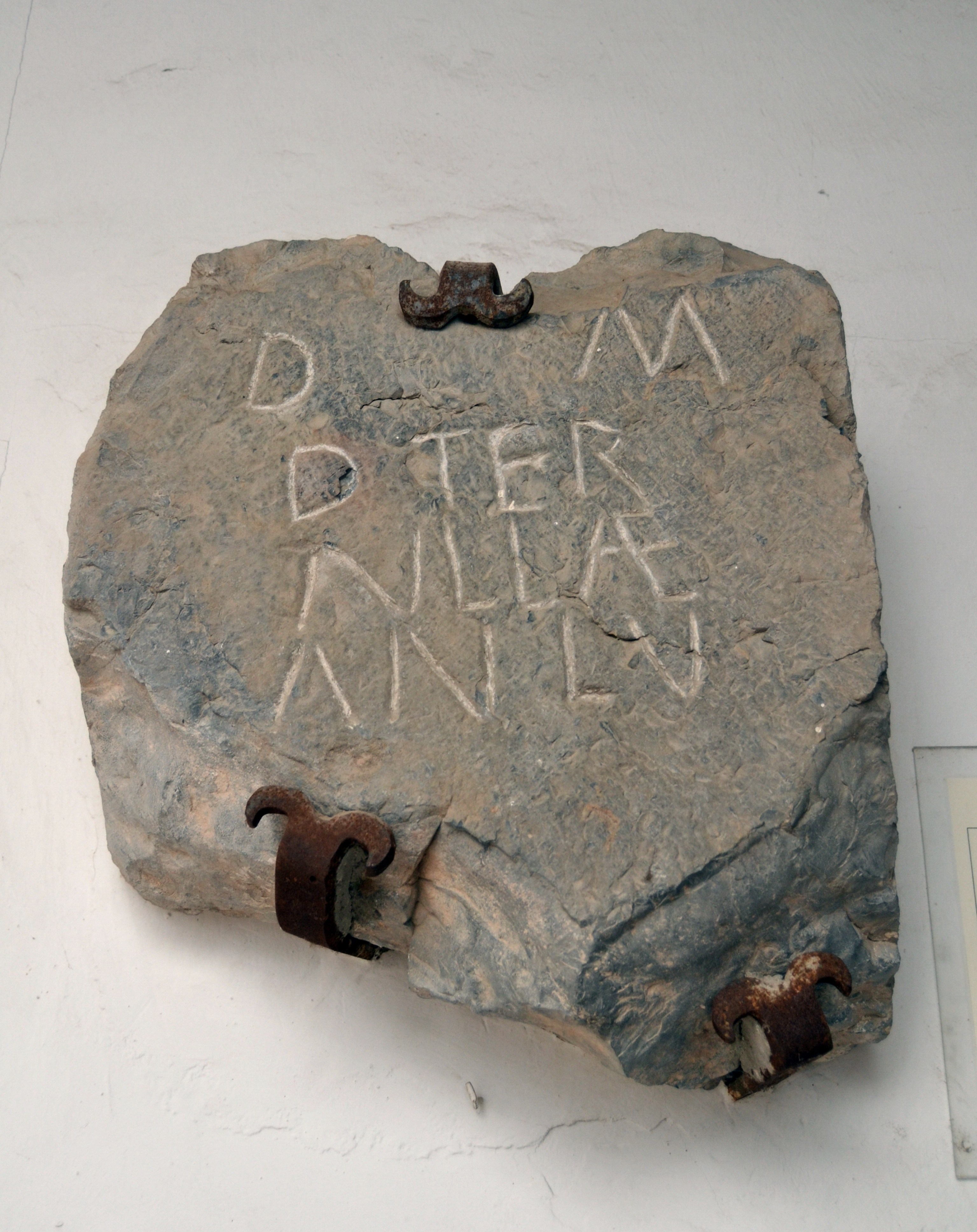
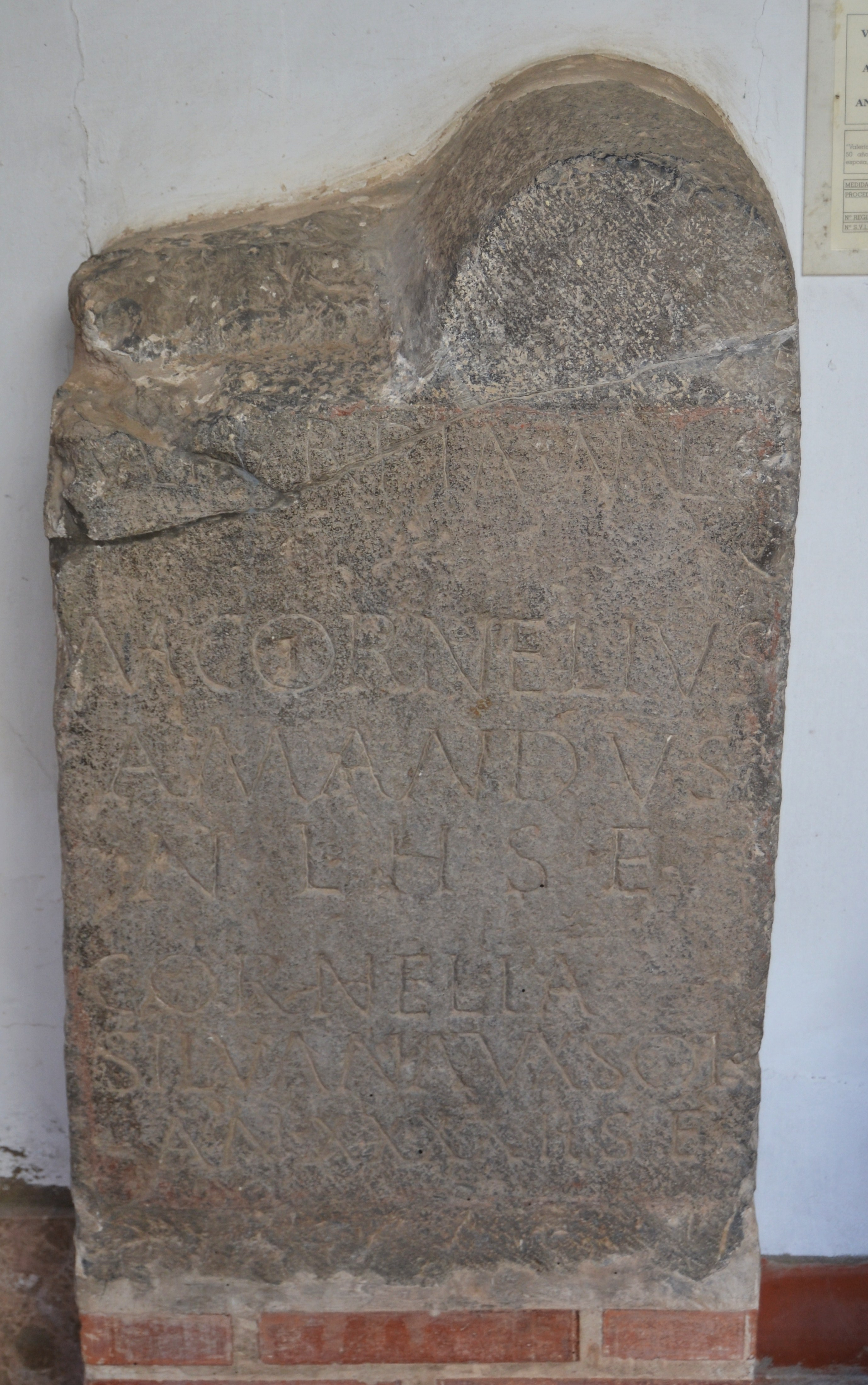

- Restos de cerámica de Manises y Paterna de los siglos XIV y XV, y de reflejo dorado más típicas de los siglos XV al XVII.[1][2]

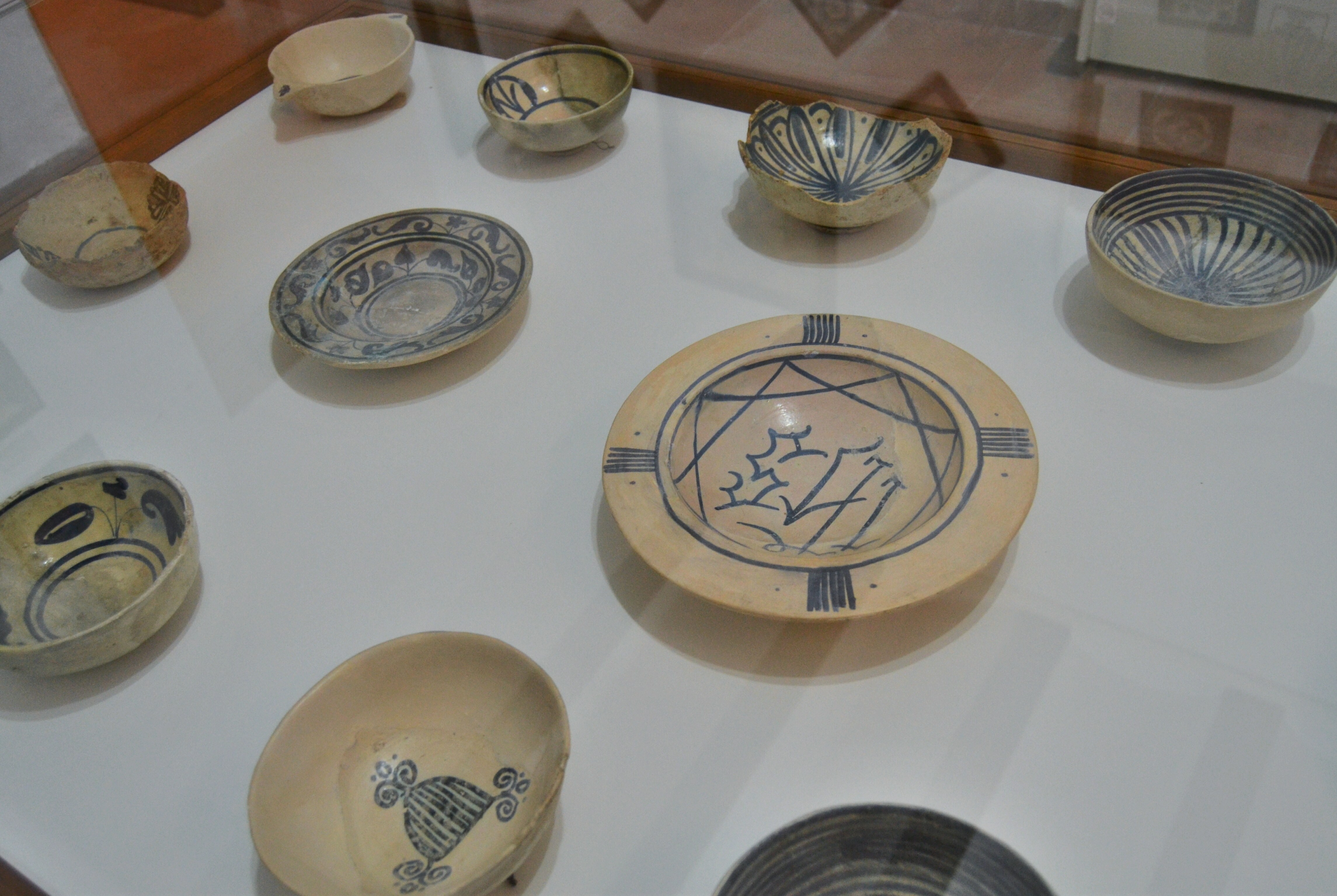
Restos de cerámica de Paterna y Manises.
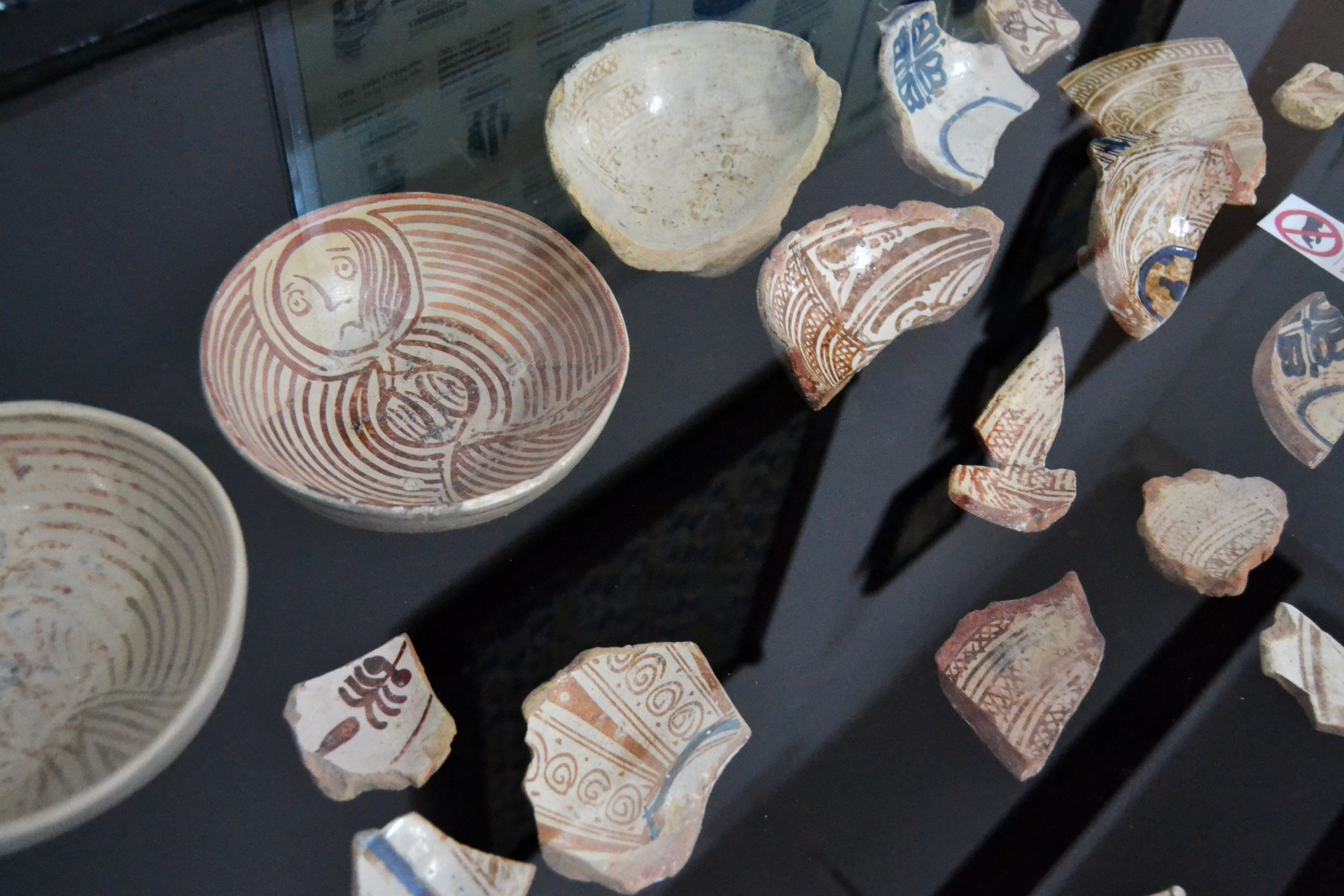
Restos de cerámica.

- El Retablo de San Jorge, que puede considerarse la obra maestra del museo. Es una obra de estilo gótico internacional, atribuido al maestro Gonçal Peris[1][2]

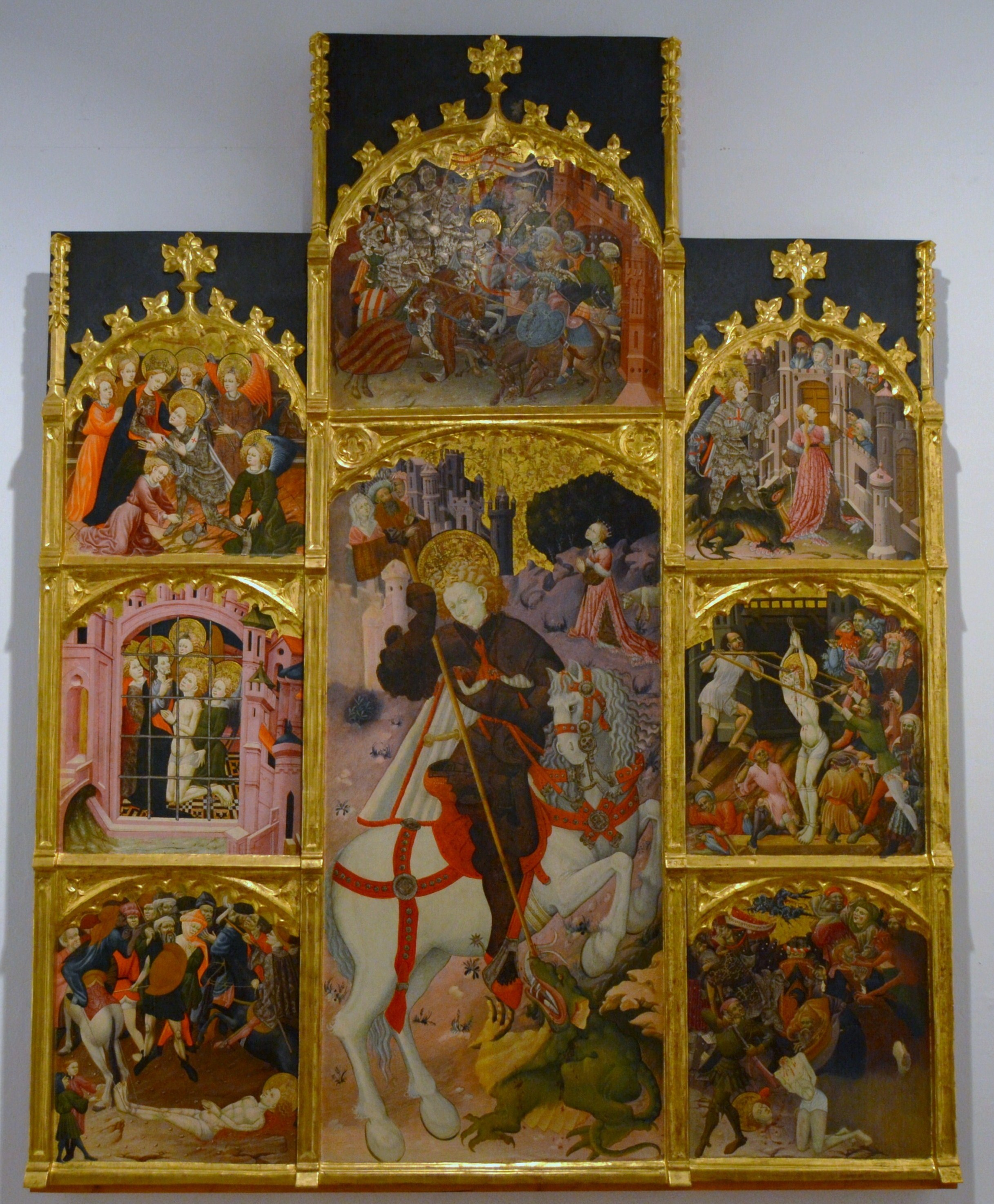
Visión general del retablo.
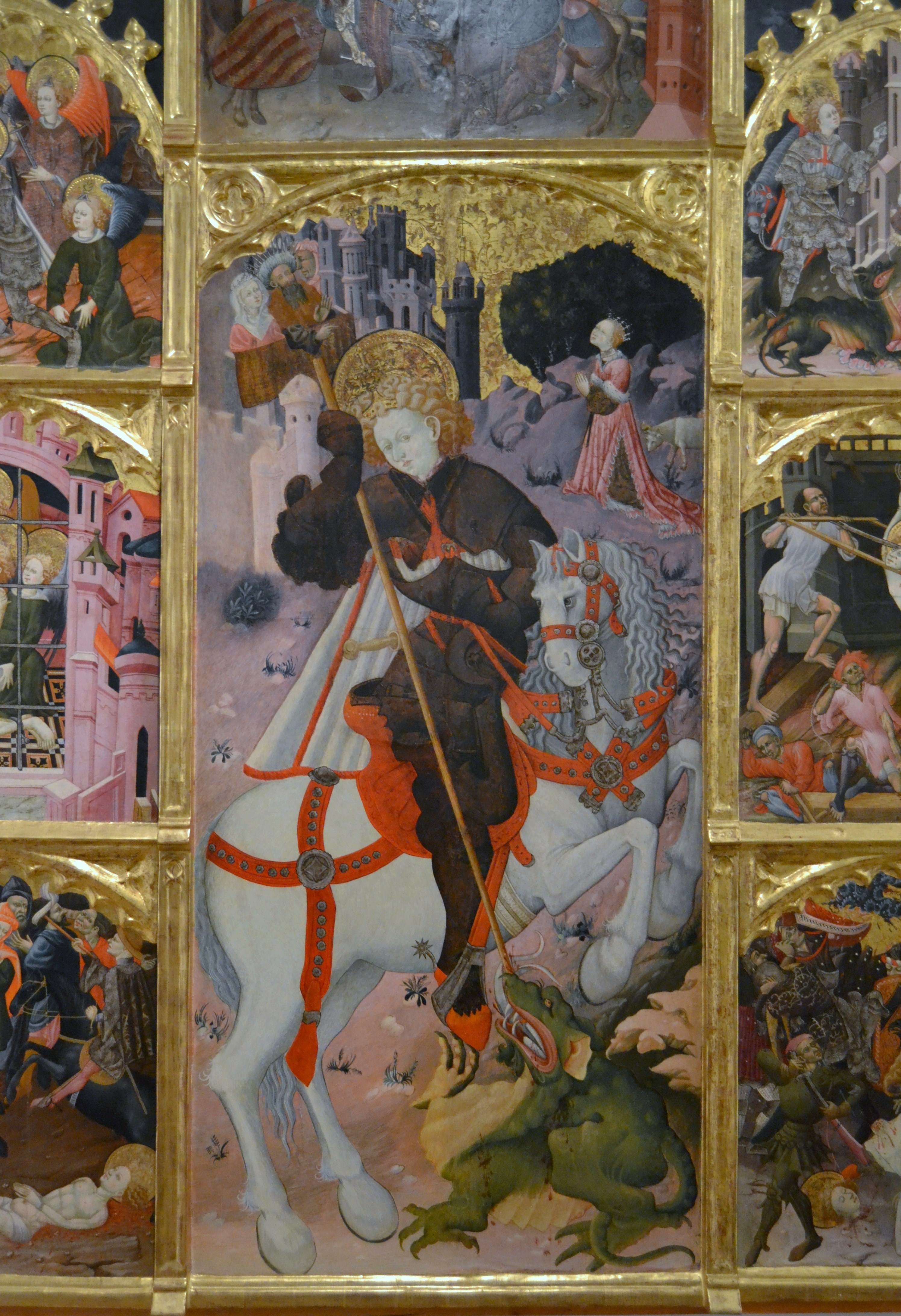
Parte central del retablo.

También puede contemplarse en él: el Pendón de la Reconquista (siglo XIII) y el Sepulcro Roque Ceverio y de su esposa Isabel de Valero (siglo XVI), realizado en mármol de alabastro.

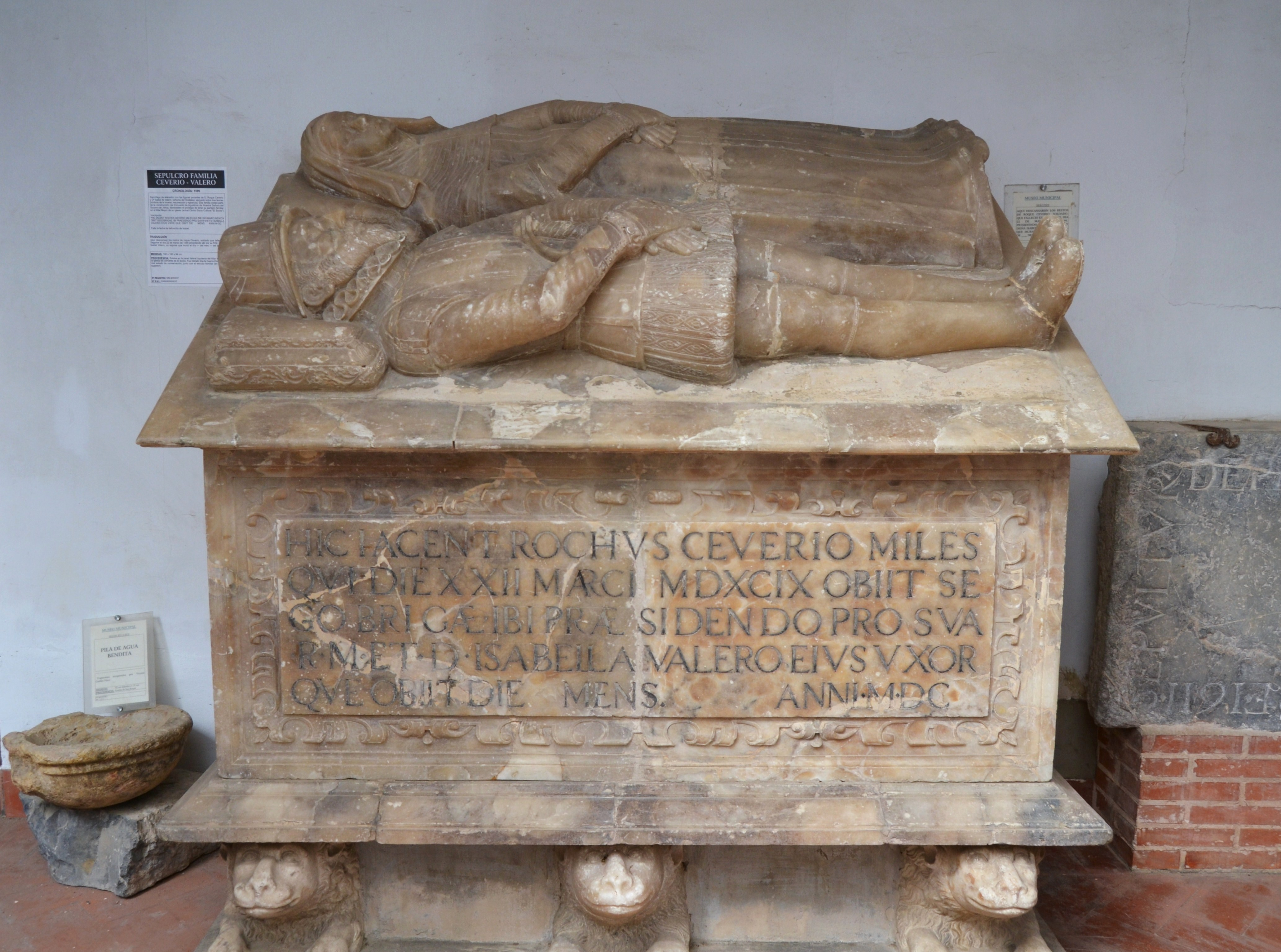
Sepulcro de la familia Cerverio Valero.
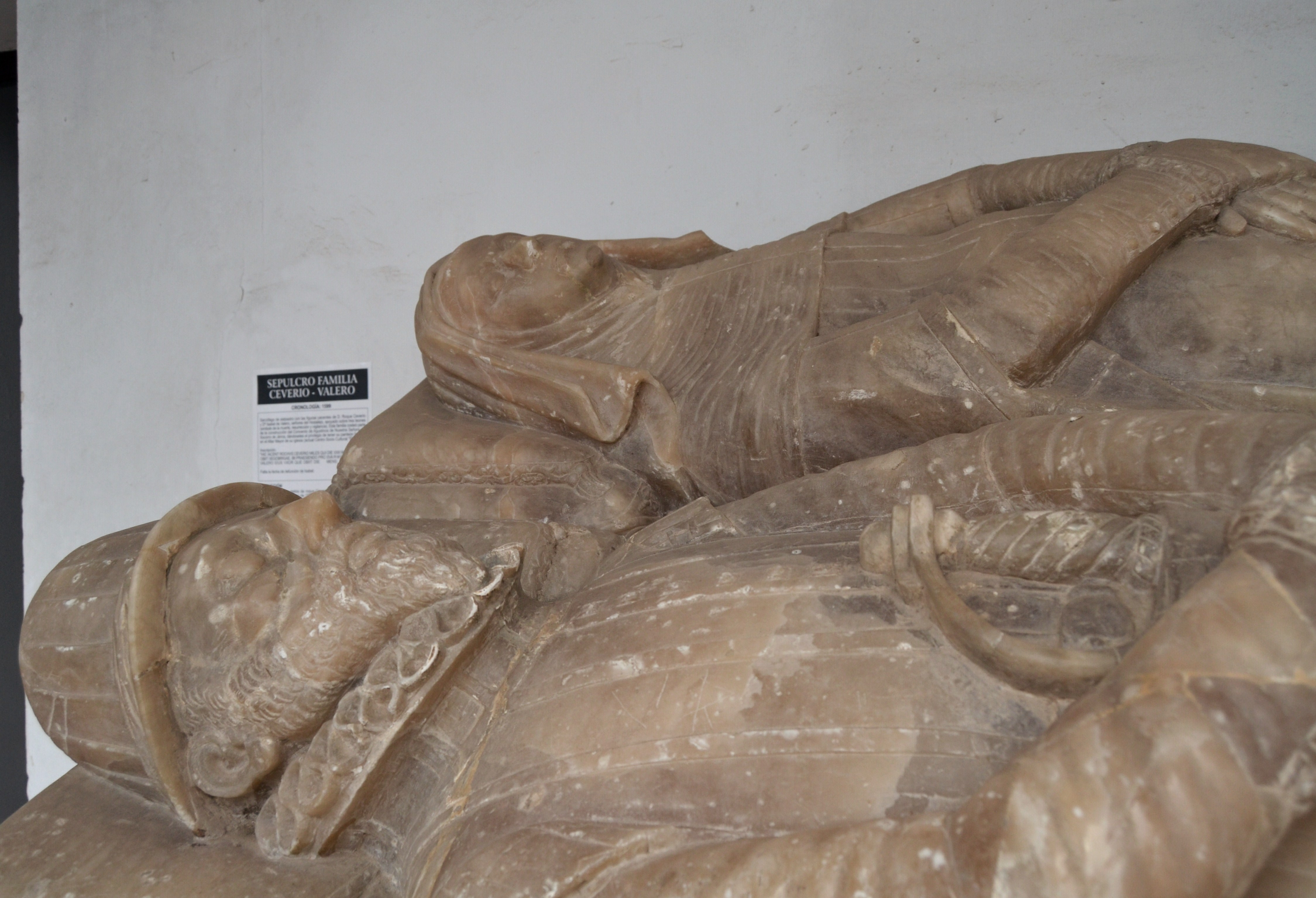
Detalle del sepulcro.
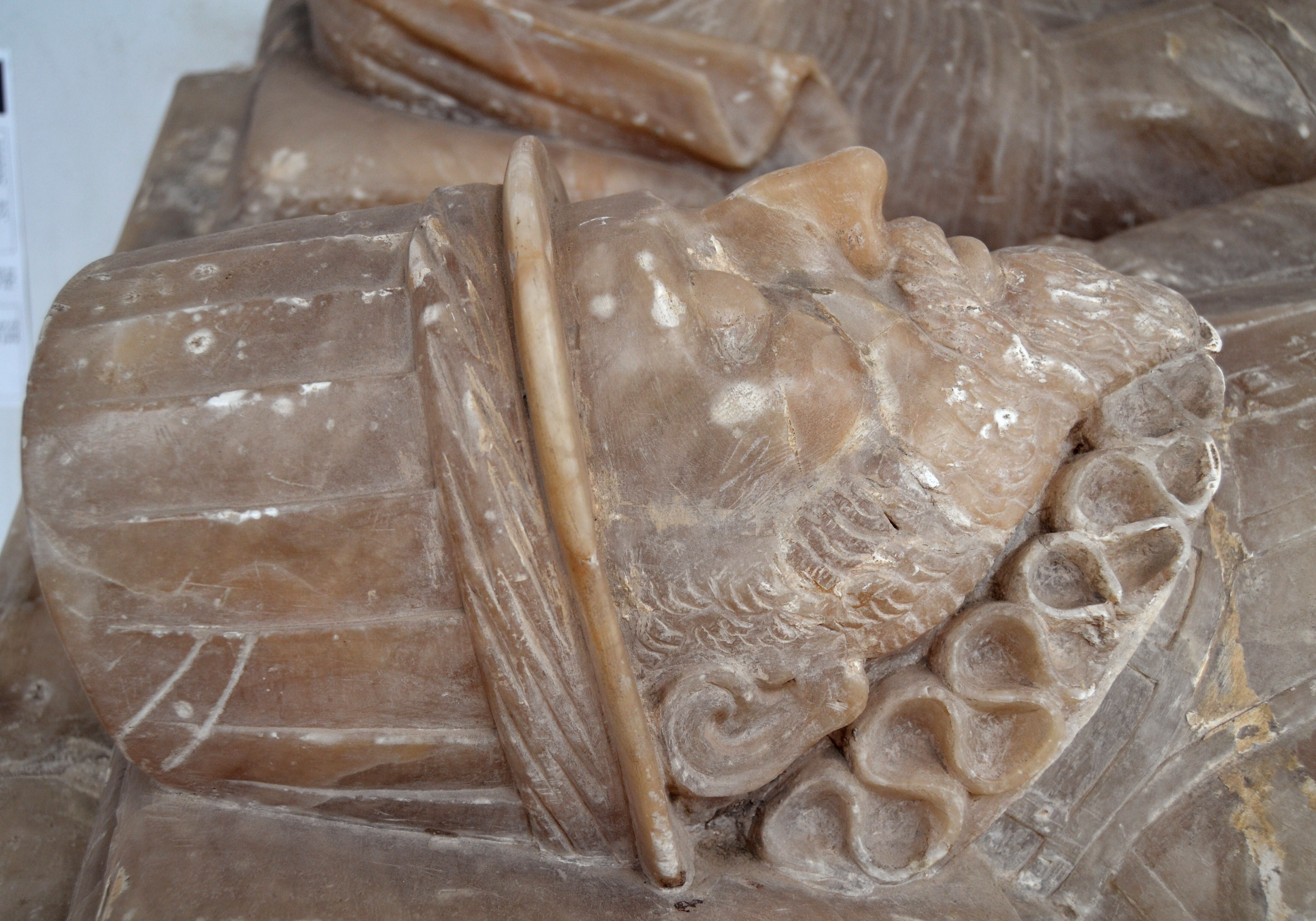
Cabeza de Roque Cerverio.